# Agrupació Astronòmica de Sabadell
L'Agrupació Astronòmica de Sabadell és una agrupació d'astrònoms amateurs de tot Espanya. La seva finalitat és la pràctica, l'assessorament i la divulgació de l'astronomia. Es tracta d'una entitat molt activa amb més de 1.000 socis a tot Espanya i a l'estranger. És membre de la Societat Espanyola d'Astronomia i col·labora activament amb diferents organismes internacionals, com la International Occultation Timing Association, l'AVVSO (Associació Americana d'Observadors d'Estrelles Variables) i el Minor Planet Center (MPC). L'any 2006 va ser declarada entitat d'utilitat pública.

## Història
L'Agrupació Astronòmica Sabadell va ser fundada el 14 d'abril de 1960 per quatre joves de la ciutat de Sabadell: Carles Palau, Feliu Comella, Joaquim Inglada i Josep Maria Oliver, amb la finalitat de practicar l'astronomia amateur i divulgar aquesta ciència. Ben aviat va ser una agrupació molt activa i va passar de ser d'àmbit local o comarcal a ser d'àmbit estatal. El 1969 narrà l'arribada de l'home a la Lluna en directe a Ràdio Sabadell.
El seu nombre de socis va anar augmentant contínuament fins a assolir els 1.000 socis l'any 2006. El director científic de l'entitat és Albert Morral.

### Presidents

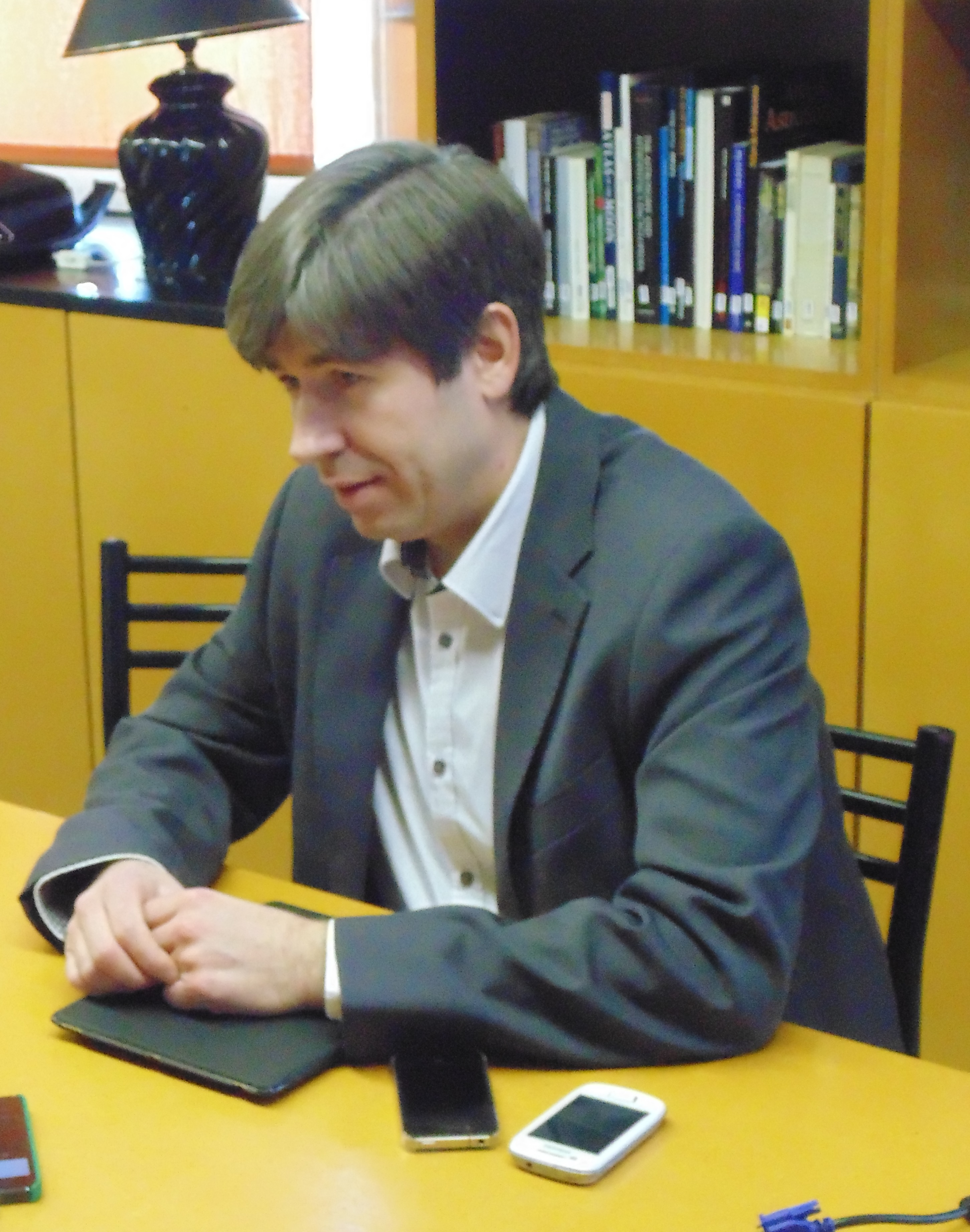
Xavier Puig, president entre el 2014 i el 2016

Aquests han estat els diferents presidents que ha tingut l'entitat:
- 1960-1962: Carles Palau
- 1962-1965: Jaume Moreu
- 1965-1979: Feliu Comella
- 1979-2006: Josep Maria Oliver
- 2006-2010: Antoni Ardanuy
- 2010-2014: Àngel Massallé[9]
- 2014-2016: Xavier Puig[10]
- 2016-2019: Xavier Bros[11]
- 2019-2021: Emili Capella
- 2021-: Carles Schnabel

## Activitats

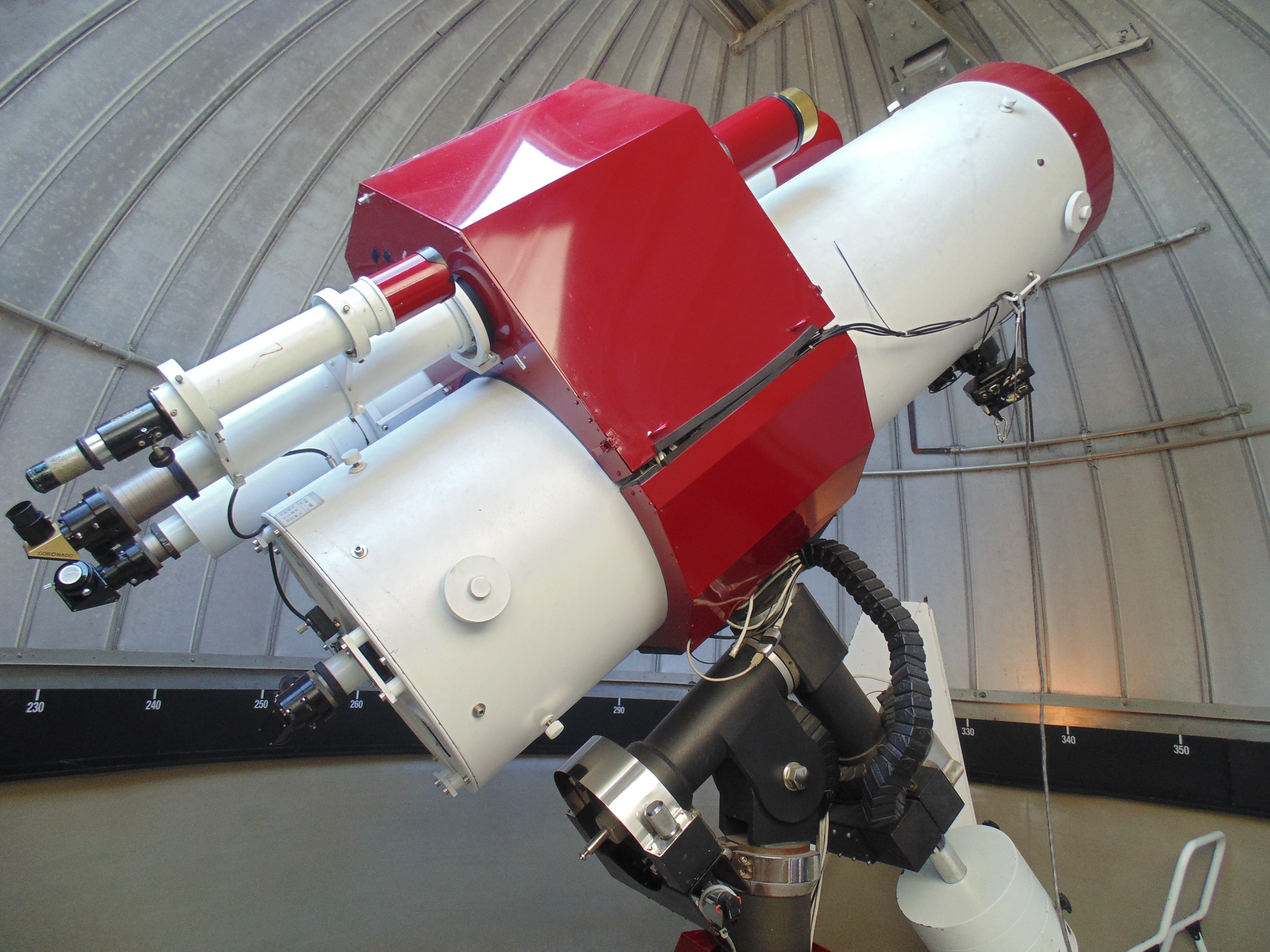
Telescopi de l'Agrupació Astronòmica de Sabadell

L'Agrupació Astronòmica Sabadell organitza moltes activitats de divulgació de l'astronomia i de recerca pels seus socis i pel públic de totes les edats en general. Algunes de les principals activitats que organitza són: conferències els dimecres a les 8 del vespre, sessions d'astronomia, cursos i tallers, sessions en directe per internet i recerca astronòmica.

## Esdeveniments
L'Agrupació Astronòmica de Sabadell ha organitzat diversos esdeveniments dins del món de l'astronomia amateur, tant a nivell estatal com a nivell internacional. Aquests són els principals esdeveniments organitzats:
- Convencions d'Observadors: trobada estatal d'observadors astronòmics. Es tracta d'una activitat pròpia de l'Agrupació, on es troben els observadors astronòmics més actius de l'Agrupació. Actualment és biennal i l'any 2009 se'n va realitzar la XXI edició.[7]
- Acosta't a l'Astronòmica: esdeveniment bianual de divulgació científica consistent en una visita guiada a l'Observatori, un dinar de germanor, observacions d'astres per telescopi i una conferència amb un ponent d'alt nivell. La tercera edició tingué lloc el 2 de febrer del 2019.
- 1977: II Jornades d'Astronomia. Trobada de totes les agrupacions astronòmiques d'Espanya.[7]
- 2001: Organització del European Symposium on Occultation Projects[12]

## Premis
Al llarg de la seva història l'Agrupació ha rebut diferents premis. Aquests són els principals:
- 2002: Placa Narcís Monturiol al mèrit científic i tecnològic. Es tracta d'un guardó que atorga la Generalitat de Catalunya en el camp científic i tecnològic.[13]
- 2010: Medalla d'honor de la ciutat de Sabadell. Es tracta del guardó que atorga la ciutat de Sabadell a les seves personalitats i entitats més destacades.[14]